# Nipponosialis kumejimae
Nipponosialis kumejimae là một loài côn trùng trong họ Sialidae thuộc bộ Megaloptera. Loài này được Okamoto miêu tả năm 1910.